# Etsuko Inada

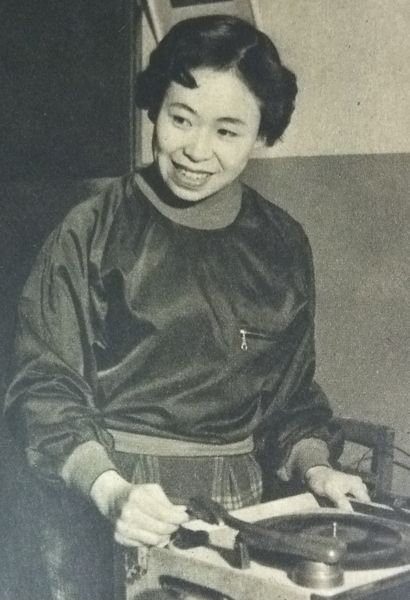
Etsuko Inada

Etsuko Inada (jap. 稲田 悦子, Inada Etsuko; * 8. Februar 1924 in Osaka; † 8. Juli 2003 in Chiba) war eine japanische Eiskunstläuferin, die im Einzellauf startete.

## Leben
Inada besuchte die christliche Baika-Mädchenschule. 1935 gewann sie die erstmals ausgetragene Damenkonkurrenz bei den japanischen Eiskunstlaufmeisterschaften und nahm 1936 zwölfjährig als erste Japanerin an allen bedeutenden internationalen Turnieren teil. Bei den Olympischen Spielen in Garmisch-Partenkirchen wie auch bei der Weltmeisterschaft in Paris wurde sie Zehnte. Die Europameisterschaft, die zu dieser Zeit noch Nicht-Europäern offenstand, beendete sie auf dem neunten Platz. Von 1937 bis 1941 wurde Inada erneut japanische Meisterin, trat aber wegen der politischen Spannungen durch den Zweiten Japanisch-Chinesischen Krieg international nicht in Erscheinung. 1951, zehn Jahre nach ihrem letzten nationalen Titel, kehrte sie noch einmal zurück und wurde zum siebten und letzten Mal japanische Meisterin. Sie bestritt daraufhin 15 Jahre nach ihrer ersten Weltmeisterschaftsteilnahme, in Mailand ihre zweite und letzte Weltmeisterschaft. Es war die erste Weltmeisterschaft nach dem Zweiten Weltkrieg, bei der Japaner wieder zugelassen waren. Sie belegte den 21. Platz.
Etsuko Inada starb am 8. Juli 2003 mit 79 Jahren in einem Krankenhaus in Chiba an Magenkrebs. Ihre Trauerfeier fand im buddhistischen Tempel Tsukiji Hongan-ji statt, zu der auch Kaiser Akihito und Kaiserin Michiko Blumenschmuck als Kondolenz gaben, unter anderem auch, weil Inada der Kaiserfamilie das Schlittschuhlaufen beibrachte.

## Ergebnisse
| Wettbewerb / Jahr          | 1935 | 1936 | 1937 | 1938 | 1939 | 1940 | 1941 |  | 1951 |
| -------------------------- | ---- | ---- | ---- | ---- | ---- | ---- | ---- |  | ---- |
| Olympische Winterspiele    |      | 10.  |      |      |      |      |      |  |      |
| Weltmeisterschaften        |      | 10.  |      |      |      |      |      |  | 21.  |
| Europameisterschaften      |      | 9.   |      |      |      |      |      |  |      |
| Japanische Meisterschaften | 1.   |      | 1.   | 1.   | 1.   | 1.   | 1.   |  | 1.   |